# Monopeltis decosteri
Espèce
Monopeltis decosteri est une espèce d'amphisbènes de la famille des Amphisbaenidae.

## Répartition
Cette espèce se rencontre en Afrique du Sud, dans le sud du Mozambique et dans le sud-est du Zimbabwe.

## Étymologie
Cette espèce est nommée en l'honneur de Juste De Coster.

## Publication originale
- Boulenger, 1910 : A revised list of the South African reptiles and batrachians, with synoptic tables, special reference to the specimens in the South African Museum, and descriptions of new species. Annals of the South African Museum, vol. 5, p. 455-538 (texte intégral).